# José María Irujo
José María Irujo és un periodista, llicenciat en Ciències de la Informació per la Universidat de Navarra. Ha treballat al Diario de Navarra, a El Globo, a Cambio 16 i a Diario 16. Des de 1997 exerceix com a redactor en cap d'investigació del diari El País. És autor dels llibres ETA, la derrota de las armas (Actualidad y Libros, 1993), Roldán, un botín a la sombra del tricornio (Temas de Hoy, 1995), Comisión ilegal: negocios y sobornos al amparo del estado (Temas de Hoy, 1996), La lista negra. Los espías nazis protegidos por Franco y la Iglesia (Aguilar, 2003) i El Agujero. España invadida por la yihad (Aguilar, 2005), investigació sobre els atemptats de l'11M considerada per la revista Foreing Policy com el millor treball periodístic sobre l'atac. Ha rebut nombrosos premis per les seves investigacions i és conferenciant a diversos fòrums, institucions i universitats europees i nord-americanes com a expert en terrorisme internacional.